# Tournoi de tennis d'Hilversum

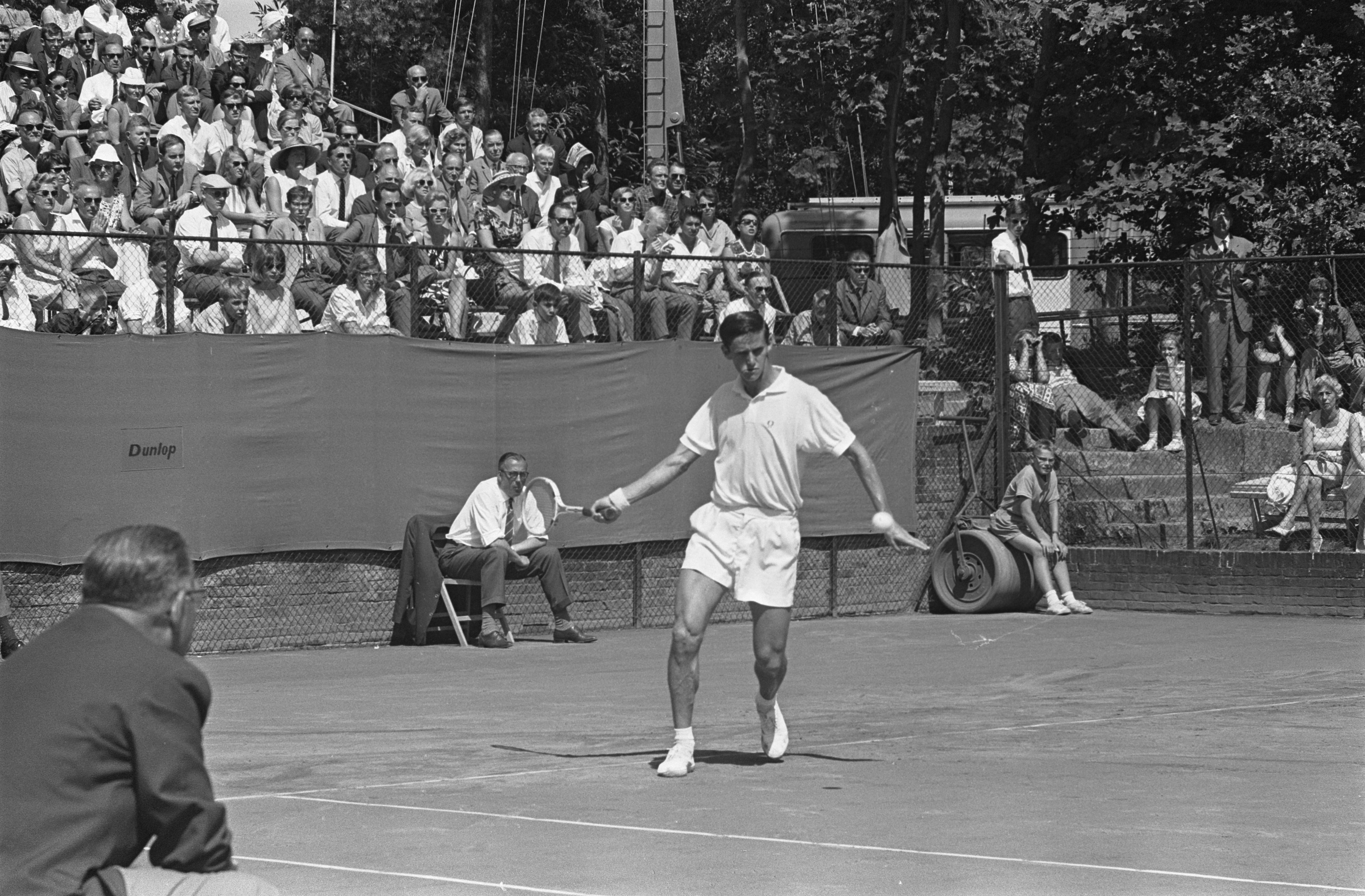
Le joueur de tennis australien Roy Emerson lors de la finale des championnats internationaux de tennis néerlandais contre Cliff Drysdale d'Afrique du Sud.Aide

Le tournoi d'Hilversum (Pays-Bas) est un tournoi de tennis féminin du circuit professionnel WTA.
Quinze éditions de l'épreuve se sont tenues de 1960 à 1986.

## Palmarès

### Simple
| No       | Date       | Nom et lieu du tournoi                    | Catégorie | Dotation | Surface         | Vainqueure           | Finaliste             | Score          |         |
| -------- | ---------- | ----------------------------------------- | --------- | -------- | --------------- | -------------------- | --------------------- | -------------- | ------- |
| 1        | 25-07-1960 | Dutch Championships, Hilversum            |           | NC       | Terre (ext.)    | Bernice Vukovich     | Renee Schuurman       | 6-0, 6-1       |         |
| 2        | 24-07-1961 | Amsterdam International, Amsterdam        |           | NC       | Terre (ext.)    | Jan Lehane           | Christiane Mercelis   | 6-4, 6-0       | Tableau |
| 3        | 23-07-1962 | Dutch Championships, Hilversum            |           | NC       | Terre (ext.)    | Maria Bueno          | Sandra Reynolds Price | 6-1, 4-6, 6-2  | Tableau |
| 4        | 22-07-1963 | Dutch International, Hilversum            |           | NC       | Terre (ext.)    | Lesley Turner        | Renee Schuurman       | 6-2, 6-1       | Tableau |
| 5        | 20-07-1964 | Dutch Championships, Hilversum            |           | NC       | Terre (ext.)    | Margaret Smith       | Maria Bueno           | 6-0, 1-6, 6-3  | Tableau |
| 6        | 19-06-1965 | Dutch Championships, Hilversum            |           | NC       | Terre (ext.)    | Françoise Dürr       | Edda Buding           | 9-11, 7-5, 6-4 | Tableau |
| 7        | 18-07-1966 | Dutch Championships, Hilversum            |           | NC       | Terre (ext.)    | Annette Van Zyl      | Trudy Groenman        | 6-3, 6-1       | Tableau |
| Ère Open |            |                                           |           |          |                 |                      |                       |                |         |
| 8        | 22-07-1968 | Dutch Open Championships, Hilversum       |           | NC       | Terre (ext.)    | Margaret Smith Court | Judy Tegart           | 8-6, 6-0       | Tableau |
| 9        | 28-07-1969 | Netherlands International Open, Hilversum |           | NC       | Terre (ext.)    | Kerry Melville       | Karen Krantzcke       | 6-2, 3-6, 6-3  | Tableau |
| 10       | 27-07-1970 | Dutch Open Championships, Hilversum       |           | NC       | Terre (ext.)    | Margaret Smith Court | Kerry Melville        | 6-1, 6-1       | Tableau |
| 11       | 26-07-1971 | Dutch Open Championships, Hilversum       |           | NC       | Terre (ext.)    | Evonne Goolagong     | Christina Sandberg    | 8-6, 6-3       | Tableau |
| 12       | 25-07-1972 | Dutch Championships, Hilversum            |           | NC       | Terre (ext.)    | Betty Stöve          | Marijke Jansen        | 7-5, 6-3       | Tableau |
| 13       | 16-07-1973 | Netherlands International, Hilversum      |           | NC       | Terre (ext.)    | Betty Stöve          | Helga Masthoff        | 7-5, 6-2       | Tableau |
| 14       | 04-11-1985 | Hewlett-Packard Trophy, Hilversum         |           | 75 000 $ | Moquette (int.) | Katerina Maleeva     | Carina Karlsson       | 6-3, 6-2       | Tableau |
| 15       | 29-09-1986 | Hewlett-Packard Trophy, Hilversum         |           | 75 000 $ | Moquette (int.) | Helena Suková        | Catherine Tanvier     | 6-2, 7-5       | Tableau |

### Double
| No       | Date       | Nom et lieu du tournoi                   | Catégorie | Dotation | Surface         | Vainqueures                       | Finalistes                            | Score         |         |
| -------- | ---------- | ---------------------------------------- | --------- | -------- | --------------- | --------------------------------- | ------------------------------------- | ------------- | ------- |
| 1        | 25-07-1960 | Dutch Championships Hilversum            |           | NC       | Terre (ext.)    | Margaret Hunt Lynne Hutchings     | Renee Schuurman Bernice Vukovich      | 4-6, 6-4, 7-5 |         |
| 2        | 24-07-1961 | Amsterdam International Amsterdam        |           | NC       | Terre (ext.)    | Mimi Arnold Christiane Mercelis   | Robyn Ebbern Jan Lehane               | 9-7, 6-1      | Tableau |
| 3        | 23-07-1962 | Dutch Championships Hilversum            |           | NC       | Terre (ext.)    | Eva Duldig Judy Tegart            | Marlene Gerson Sandra Reynolds Price  | 6-3, 6-3      | Tableau |
| 4        | 22-07-1963 | Dutch International Hilversum            |           | NC       | Terre (ext.)    | Renee Schuurman Lesley Turner     | Margaret Hunt Annette Van Zyl         | 7-5, 4-6, 6-2 | Tableau |
| 5        | 20-07-1964 | Dutch Championships Hilversum            |           | NC       | Terre (ext.)    | Margaret Smith Lesley Turner      | Norma Baylon Annette Van Zyl          | 6-2, 6-2      | Tableau |
| 6        | 19-06-1965 | Dutch Championships Hilversum            |           | NC       | Terre (ext.)    | Françoise Dürr Jeanine Lieffrig   | Judy Tegart Lesley Turner             | 8-6, 2-6, 6-4 | Tableau |
| 7        | 18-07-1966 | Dutch Championships Hilversum            |           | NC       | Terre (ext.)    | Elly Krocké Annette Van Zyl       | Gail Sherriff Betty Stöve             | 6-3, 2-6, 6-1 | Tableau |
| Ère Open |            |                                          |           |          |                 |                                   |                                       |               |         |
| 8        | 22-07-1968 | Dutch Open Championships Hilversum       |           | NC       | Terre (ext.)    | Annette Van Zyl Pat Walkden       | Astrid Suurbeek Judy Tegart           | 6-2, 3-6, 6-3 | Tableau |
| 9        | 28-07-1969 | Netherlands International Open Hilversum |           | NC       | Terre (ext.)    | Karen Krantzcke Kerry Melville    | Helen Gourlay Pat Walkden             | 1-6, 6-4, 6-3 | Tableau |
| 10       | 27-07-1970 | Dutch Open Championships Hilversum       |           | NC       | Terre (ext.)    | Karen Krantzcke Kerry Melville    | Margaret Smith Court Helga Masthoff   | 3-6, 9-7, 7-5 | Tableau |
| 11       | 26-07-1971 | Dutch Open Championships Hilversum       |           | NC       | Terre (ext.)    | Christina Sandberg Betty Stöve    | Katja Ebbinghaus Trudy Groenman       | 6-1, 6-2      | Tableau |
| 12       | 25-07-1972 | Dutch Championships Hilversum            |           | NC       | Terre (ext.)    | Michèle Gurdal Betty Stöve        | Lany Kaligis Lita Sugiarto            | 6-4, 6-0      | Tableau |
| 13       | 16-07-1973 | Netherlands International Hilversum      |           | NC       | Terre (ext.)    | Helga Masthoff Betty Stöve        | Brigitte Cuypers Trudy Groenman       | 6-2, 7-6      | Tableau |
| 14       | 04-11-1985 | Hewlett-Packard Trophy Hilversum         |           | 75 000 $ | Moquette (int.) | Marcella Mesker Catherine Tanvier | Sandra Cecchini Sabrina Goleš         | 6-2, 6-2      | Tableau |
| 15       | 29-09-1986 | Hewlett-Packard Trophy Hilversum         |           | 75 000 $ | Moquette (int.) | Kathy Jordan Helena Suková        | Tine Scheuer-Larsen Catherine Tanvier | 7-5, 6-1      | Tableau |

### Double mixte
| No | Date       | Nom et lieu du tournoi             | Catégorie | Dotation | Surface      | Vainqueures                     | Finalistes                           | Score         |         |
| -- | ---------- | ---------------------------------- | --------- | -------- | ------------ | ------------------------------- | ------------------------------------ | ------------- | ------- |
| 1  | 22-07-1968 | Dutch Open Championships Hilversum |           | NC       | Terre (ext.) | Annette Van Zyl Robert Maud     | Margaret Smith Court Tom Okker       | 6-3, 7-5      | Tableau |
| 2  | 26-07-1971 | Dutch Open Championships Hilversum |           | NC       | Terre (ext.) | Betty Stöve Jean-Claude Barclay | Christina Sandberg Patrice Dominguez | 8-6, 6-3      | Tableau |
| 3  | 25-07-1972 | Dutch Championships Hilversum      |           | NC       | Terre (ext.) | Betty Stöve Robert Howe         | Wendy Turnbull Colin Dibley          | 2-6, 9-7, 6-3 | Tableau |